# Phlebopus brasiliensis
Phlebopus brasiliensis är en svampart som beskrevs av Singer 1983. Phlebopus brasiliensis ingår i släktet Phlebopus och familjen Boletinellaceae.   Inga underarter finns listade i Catalogue of Life.